# Печать Американских Виргинских Островов
Печать Американских Виргинских Островов (англ. Seal of the United States Virgin Islands) — официальный символ Американских Виргинских островов, представляет собой эмблему с тремя главными островами: Санта-Крус, Сент-Джон и Сент-Томас. По бокам надпись «Правительство Соединённых Штатов Виргинских островов».

## История
Эскиз печати разработан Мишелином Дэвисом-старшим, художником с острова Сент-Томас.
Современная печать пришла на смену более ранней, с изображением флага Американских Виргинских Островов, разработанной на основе Большой Печати Соединённых Штатов.

## Символика печати
В печать входит флаг Соединенных Штатов, и кроме него — флаг Дании, символизирующий прежний статус островов как датской колонии до 1917 года. В центре эмблемы изображён банановый певун, национальная птица островов.